# (109573) Mishasmirnov
(109573) Mishasmirnov est un astéroïde de la ceinture principale.

## Description
(109573) Mishasmirnov est un astéroïde de la ceinture principale. Il fut découvert le 20 août 2001 à Simeis par l'Observatoire d'astrophysique de Crimée. Il présente une orbite caractérisée par un demi-grand axe de 2,63 UA, une excentricité de 0,27 et une inclinaison de 4,6° par rapport à l'écliptique.

## Compléments